# Liste der Landvögte von Aarwangen

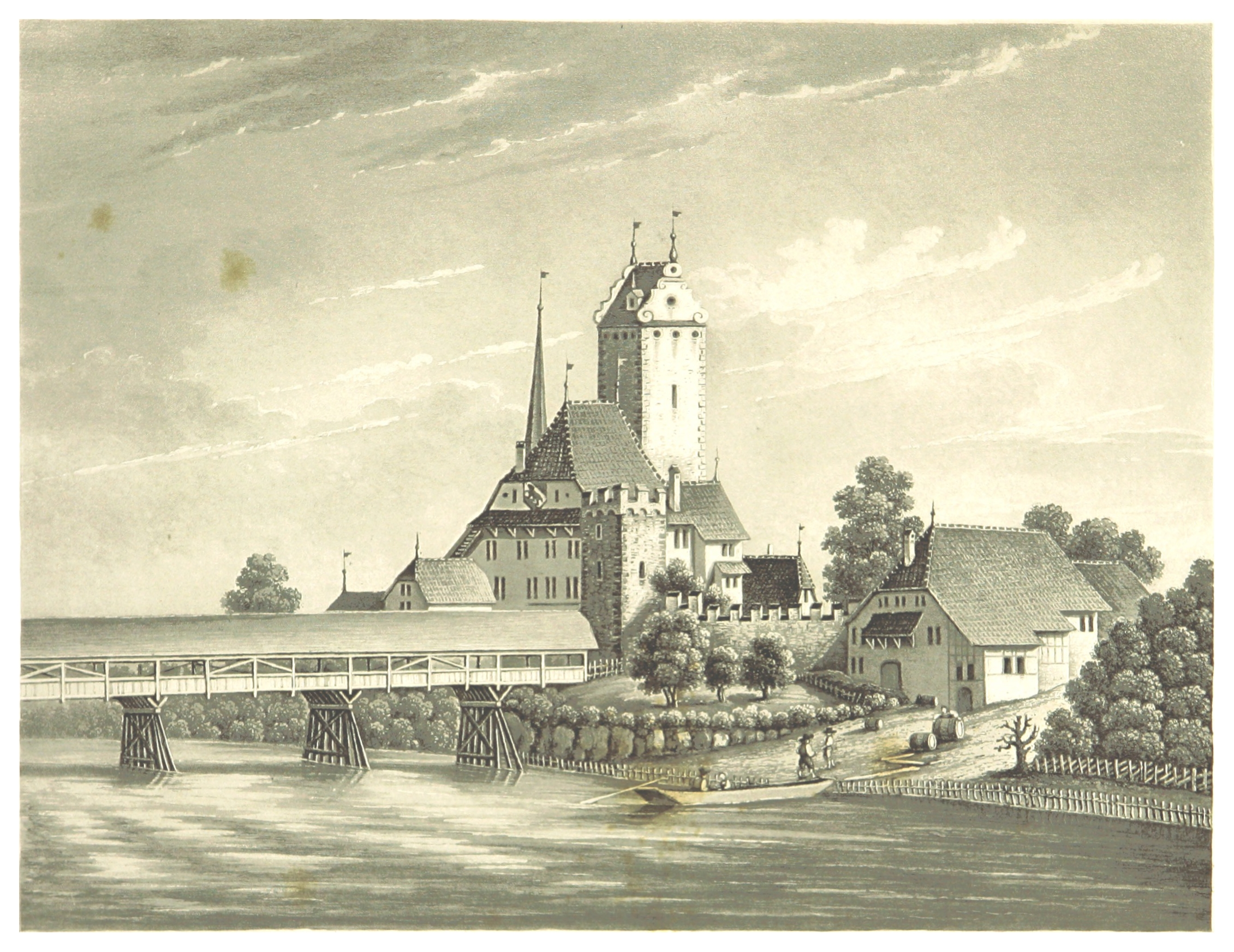
Schloss Aarwangen, Sitz der Vögte von Aarwangen (1857)

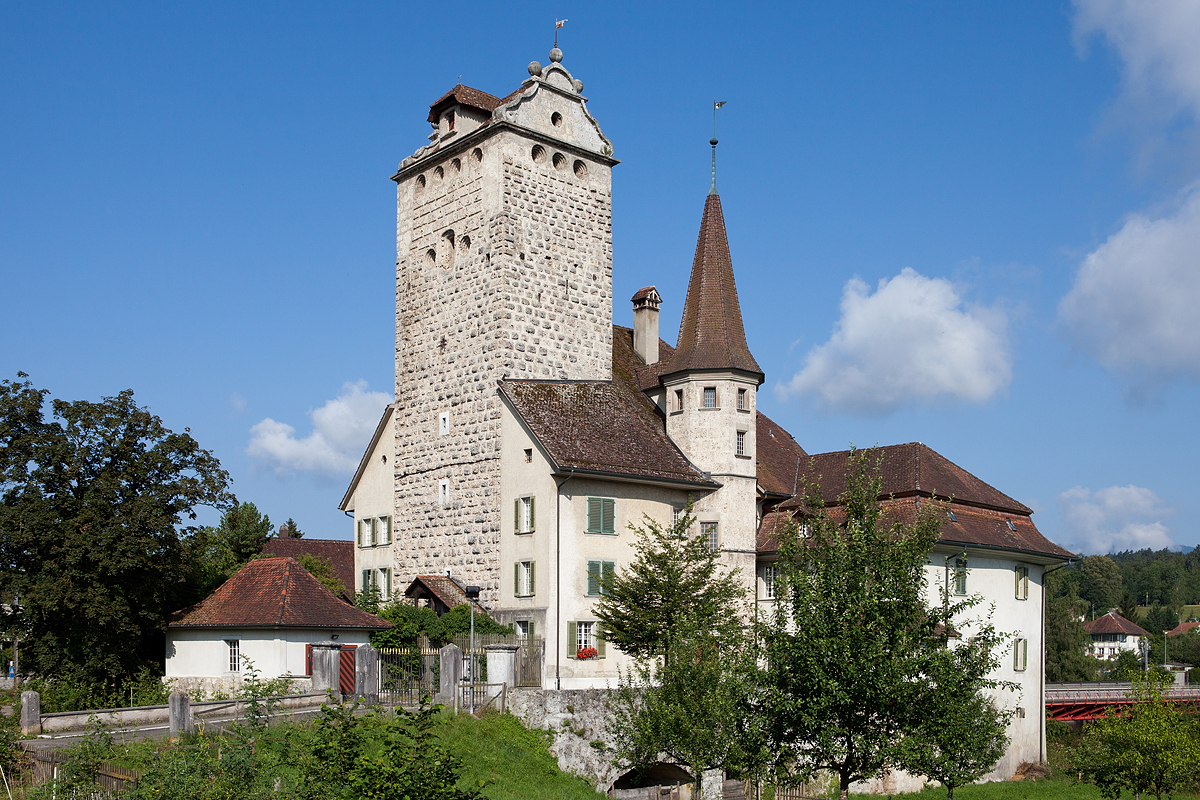
Schloss Aarwangen (2010)

Die Stadt Bern kaufte die Burg Aarwangen samt Dorf und verschiedenen Höfen 1432 von Wilhelm von Grünenberg und seiner Ehefrau Brida. Bern liess das Gebiet von 1433 bis 1798 durch 62 Landvögte verwalten.

## Landvögte
| - Heinrich Andres, 1433 - Reinhard Matter, 1435 - Hans Bleicker, 1446 - Petermann von Muleren, 1454 - Urban von Muleren, 1456 - Ulman Hänggi, 1464 - Sigmund von Römerstal, 1471 - Rudolf von Speichingen, 1473 - Hans Schöni, 1474 - Kilian Spillmann, 1480 - Sulpitius Brüggler, 1483 - Rudolf Nägeli, 1487 - Gilgian Schöni, 1495 - Peter Habch, 1500 - Hans von Rümligen, 1503 - Benedict von Weingarten, 1504 - Urban Baumgartner, 1506 - Wilhelm Wysshahn, 1511 - Hans von Rümligen, 1515 - Anton Bischoff, 1519 - Andreas Zeender, 1521 | - Michael Ougspurger, 1526 - Jakob Koch, 1530 - Gilg Burri, 1534 - Castorius Weyermann, 1539 - Rudolf Kohler, 1545 - Hans Güder, 1554 - Franz Güder, 1561 - Hans Rudolf Hagenberg, 1566 - Anton von Graffenried, 1570 - Joder Bitzius, 1577 - Benedict Marti, 1583 - Hans Weyermann, 1589 - Hans Huber, 1594 - Adrian Knecht, 1597 - Niklaus von Mülinen, 1603 - Hans Rudolf Steiger, 1609 - David von Büren, 1615 - Niklaus Brocher, 1621 - Hans Rudolf Willading, 1626 - Abraham von Werdt, 1630 - Hans Bondeli, 1636 | - Marquard Zehender, 1642 - Niklaus Willading, 1648 - Bernhard von Wattenwyl, 1654 - Johann Anton Kirchberger, 1659 - Emanuel Rodt, 1665 - Hans Rudolf Steiger, 1671 - Johann Friedrich Willading, 1677 - Samuel Tscharner, 1683 - Franz Ludwig Lerber, 1689 - Niklaus May, 1695 - Hieronymus Thormann, 1701 - Hieronymus von Erlach, 1707 - Johann Rudolf Wurstemberger, 1713 - Georg Steiger, 1719 - Johann Rudolf Thormann, 1725 - Franz Ludwig Schöni, 1731 - Emanuel Gruber, 1736 - Anton Stürler, 1738 - Daniel Kirchberger, 1743 - Emanuel Schmalz, 1744 - Johann Rudolf Hackbrett, 1762 |